# 크리스티안 겐트너
크리스티안 겐트너 (Christian Gentner, 1985년 8월 14일, 뉘르팅겐 ~) 은 독일의 축구 선수로, 현재 스위스 슈퍼리그의 FC 루체른에서 미드필더로 활약하고 있다.

## 클럽 경력
VfB 슈투트가르트에 합류하기전, 그는 TSV 보이렌과 VfL 키르히하임에서 중앙 미드필더로 활약하였다.
2004-05 시즌, 그는 VfB 슈투트가르트 II 소속으로 레지오날리가 28 경기에 출장하여 6골을 득점하였다. 같은 시즌, 그는 2005년 2월 20일, 1-0으로 승리한 헤르타 BSC 베를린전에서 VfB 슈투트가르트 1군 데뷔전을 치렀다. 그는 2005년 9월 25일, NK 돔잘레와의 UEFA 컵 경기에서 1군 첫골을 득점하였다.
2006년, 겐트너는 슈투트가르트와 2010년까지 연장계약 하였다.
2007년 7월 18일, 그는 2009년 여름까지 VfL 볼프스부르크로 임대되었고, 2008년 8월 11일, 그는 VfL 볼프스부르크와 완전이적에 합의하였다.
2010년 1월 8일, 겐트너는 시즌 종료 후 친정팀 VfB 슈투트가르트로 복귀하는 데 합의하였다. 그는 2010년 7월 1일에 볼프스부르크와의 계약이 만료됨에 따라, VfB 슈투트가르트로의 이적은 자유이적이었다.

## 국가대표 경력
겐트너는 2009년 5월 19일, 아시아투어를 앞두고 독일 축구 국가대표팀에 차출되었다. 그는 2009년 5월 29일, 중국과의 경기에서 데뷔전을 치렀다.

## 사생활
그의 동생 토마스 겐트너도 축구 선수이며, 현재 TuS 코블렌츠 소속이다.

## 수상
VfB 슈투트가르트
- 분데스리가: 2006-07

VfL 볼프스부르크
- 분데스리가: 2008-09

VfL 슈투트가르트
우승 2006-2007